# Erik Valnes
Erik Valnes, född 19 april 1996, är en norsk längdskidåkare som debuterade i världscupen den 2 december 2017 i Lillehammer i Norge. På VM i Oberstdorf 2021 tog han silver i herrarnas sprint.
Valnes tog sin första pallplats i världscupen när han slutade trea i den individuella sprinten den 12 januari 2019 i Dresden i Tyskland. Dagen efter vann han sin första världscupseger i teamsprinten tillsammans med Sindre Bjørnestad Skar.
Valnes blev världsmästare i sprint vid junior-VM 2018 och 2019.